# ألان في. أوبنهايم
ألان في. أوبنهايم (بالإنجليزية: Alan V. Oppenheim) هو مهندس ومدرس أمريكي، ولد في 11 نوفمبر 1937 في نيويورك في الولايات المتحدة.